# بیل هیدر
بیل هیدر (به انگلیسی: Bill Hader) با نام تولد ویلیام توماس هیدر جونیور (زاده ۷ ژوئن ۱۹۷۸) بازیگر، صداپیشه، نویسنده و کارگردان آمریکایی است. هیدر به دلیل حضور هشت ساله اش در کمدی شو پخش زنده شنبه شب (۲۰۰۵–۲۰۱۳) معروف است. هیدر برای حضور در این مجموعه سه بار نامزد جایزه امی و جایزه پیبادی شده‌است. کاراکتر استفان از معروف‌ترین‌ترین شخصیت‌های پخش زنده شنبه شب است که توسط او و جان مولانی ساخته و اجرا شد.
هیدر به همراه الک برگ تهیه‌کننده، نویسنده و کارگردان سریال بری است که خود نقش اصلی آن (بری برکمن) را ایفا کرده‌است. هیدر برای این مجموعه ۲ بار در سال‌های ۲۰۱۸ و ۲۰۱۹ برنده جایزه امی، ۳ بار برنده جایزه انجمن نویسندگان آمریکا، ۳بار برنده جایزه انجمن کارگردانان آمریکا، ۲ بار برنده جایزه تلویزیونی به انتخاب منتقدان، ۱ بار برنده جوایز مؤسسه فیلم آمریکا شده‌است.
هیدر به دلیل داشتن وسعت صداپیشگی در انیمیشن‌های مختلفی حضور داشته‌است. از کارهای او می‌توان به ابری با احتمال بارش کوفته قلقلی (۲۰۰۹–۲۰۱۳)، توربو، درون بیرون، غول بزرگ مهربان و داستان اسباب بازی ۴ اشاره کرد.

## فیلم‌شناسی
فهرست برخی از فیلم‌هایی که بیل هیدر در آن‌ها به ایفای نقش پرداخته‌است:
- شب در موزه: نبرد اسمیتسونین
- مردان سیاه‌پوش ۳
- پائول
- فراموش کردن سارا مارشال
- تندر استوایی
- خیلی بد
- پاین‌اپل اکسپرس
- سرزمین ماجراجویی
- ابری با احتمال بارش کوفته قلقلی
- ابری با احتمال بارش کوفته قلقلی ۲
- دایناسور خوب
- پرندگان خشمگین
- درون بیرون
- باردار
- شنل قرمزی ۲
- فاجعه (لاشه قطار)
- طرح مگی
- شما، من و دوپری
- پاور رنجرز
- دوقلوهای اسکلت
- آن‌ها باهم آمدند
- فهرست کارها
- بنفش بنفشه‌ها